# Big Mama’s Haus 2
Big Mama’s Haus 2 (Originaltitel Big Momma’s House 2) ist eine Filmkomödie aus dem Jahr 2006 von Regisseur John Whitesell mit Martin Lawrence in der Hauptrolle. Es ist eine Fortsetzung zu Big Mama’s Haus aus dem Jahre 2000. 2011 erschien eine weitere Fortsetzung unter dem Titel Big Mama’s Haus – Die doppelte Portion.

## Handlung
FBI-Agent Malcolm Turner hat seiner hochschwangeren Freundin Sherry zuliebe mit der gefährlichen Arbeit als verdeckter Ermittler aufgehört und ist nun in der Öffentlichkeitsarbeit des FBI tätig. Dazu gehört, dass er als Maskottchen „Goldie der Sicherheitsadler“ verkleidet in Schulen auftritt.
Als er erfährt, dass sein ehemaliger Partner Doug Hudson in der vorangegangenen Nacht bei einem Einsatz getötet wurde, will er wieder zurück „an die Front“ und bei der Aufklärung des Falles helfen. Da er aber kein Ermittler mehr ist, verweigert ihm sein Vorgesetzter die Mitarbeit an dem Fall – so macht er sich auf eigene Faust an die Ermittlungen.
Der Hauptverdächtige ist Tom Fuller, der früher bei der US-Army im militärischen Geheimdienst tätig war und nun als Leiter der Software-Entwicklung in der Firma National Agenda Software arbeitet. Er soll einen Computerwurm entwickelt haben, der in Regierungscomputer eindringen kann und so auf alle Daten und Informationen Zugriff hat. Der ermordete Hudson arbeitete als verdeckter Ermittler in Fullers technischem Team.
Malcolm erfährt, dass das FBI vorhat, eine Agentin in der Familie von Fuller einzuschleusen, die gerade ein neues Kindermädchen sucht. Beim Vorstellungsgespräch taucht er in seiner Paraderolle als Big Mama auf und schlägt die Agentin und andere Mitbewerberinnen aus dem Rennen und bekommt so selbst die Stelle. Sowohl gegenüber den Kollegen vom FBI als auch gegenüber seiner Frau verheimlicht er seine Ermittlungen im Haus der Fullers in Orange County. Seiner Frau erzählt er, er müsse zu einer Tagung der Maskottchen nach Phoenix reisen und beim FBI nimmt er zwei Wochen Urlaub, um sich angeblich um seine schwangere Frau kümmern zu können. Um die Tarnung aufrechtzuerhalten, muss er die zahlreichen Aufgaben von Fullers Frau Leah erledigen und sich um die drei Problemkinder der Fullers kümmern: den 3-jährigen Andrew, die 7-jährige Carrie und die 15-jährige Molly.
Sherry schöpft jedoch schon bald Verdacht und vermutet zuerst eine Affäre mit einer anderen Frau. Gemeinsam mit dem FBI findet sie dann heraus, was Malcolm tatsächlich treibt. Da das FBI keine andere Möglichkeit sieht, an Fuller heranzukommen, arbeiten sie nun widerwillig mit Malcolm als Big Mama zusammen, der nun jedoch eng mit seinem Kollegen Kevin zusammenarbeiten soll. Sie finden heraus, dass der Computerwurm von einem Hacker namens Bishop programmiert wurde. Die FBI-Agenten Malcolm und Kevin sollen nun mit dem Computer-Hacker Stewart Nybo zusammenarbeiten, der sich als kleines Kind herausstellt.
In der Zwischenzeit kommt heraus, dass Fuller von seinen Geschäftspartnern erpresst wird, die auch für Dougs Ermordung verantwortlich waren und dazu gezwungen wurde, den Computerwurm von Bishop programmieren zu lassen – andernfalls würde man seine Familie töten. Um Fuller gefügig zu machen, entführt man nun seine Tochter Molly – zusammen mit Big Mama. Beiden gelingt es jedoch sich zu befreien. Während Molly das FBI verständigt, nimmt Big Mama den Kampf gegen die Verbrecher auf und kann damit auch Fuller retten, der erschossen werden sollte, um keine Zeugen zu hinterlassen. Das daraufhin eintreffende FBI kann die Erpresser fassen und den Computerwurm sicherstellen. Malcolm sagt aus, dass Fuller unschuldig sei, sodass er nicht angeklagt wird.
Mit Fullers Einverständnis behält Malcolm seine Tarnung als Big Mama gegenüber Fullers Familie noch aufrecht, da er sich noch gern von den Kindern verabschieden möchte. In einem Brief an die Familie Fuller vermerkt Big Mama, dass sie möglicherweise wieder einmal zurückkommen wird. Malcolm setzt sein eigenes Familienleben mit Sherry, deren Sohn Trent und dem gemeinsamen Baby fort. Sherry zuliebe ersetzt er schließlich sogar den geliebten Sportwagen durch einen familienfreundlichen Minivan.

## Hintergrund
- Die Produktionskosten wurden auf rund 40 Millionen US-Dollar geschätzt. Der Film spielte in den Kinos weltweit rund 138 Millionen US-Dollar ein, davon rund 70 Millionen US-Dollar in den USA und rund 2,5 Millionen US-Dollar in Deutschland.[3]
- Die Dreharbeiten begannen im April 2005. Gedreht wurde an verschiedenen Orten in Kalifornien und Louisiana.[4]
- Kinostart in den USA war am 27. Januar 2006, in Deutschland am 13. April 2006.[5]

## Kritiken
„Ob es lustig ist, wenn Big Mama in der Sauna eine Arschbombe ins Schlammbad hinlegt, dem Hund Tequila in den Fressnapf schüttet oder mit dem Laubsauger den Zimmerputz macht, ist natürlich Geschmackssache. [...] Völlig im Widerspruch zum Holzhammerhumor des Films steht sein moralinsaurer Unterton, der sich immer wieder in bemüht emotionalen Szenen mit kitschigen Dialogen äußert. Anfangs sind die Familienverhältnisse der Fullers zerrüttet – ein paar neunmalkluge Sprüche und Tanzlektionen von Big Mama später ist alles Friede, Freude, Eierkuchen. [...] Dafür gibt es am Schluss noch ein äußerst kitschiges Voice-Over von Turner, in dem dieser über die Wichtigkeit des Familienzusammenhalts schwadroniert – ein passender Antiklimax zu einem humoristischen Tiefflieger.“

„Der Film will eher Bedürfnisse befriedigen, wie man sie vom ordinären Karneval her kennt: möglichst grotesk verkleidete Knallchargen versuchen auf möglichst spießige Art, Schenkelklopfer zu produzieren.“

„Fade Verkleidungskomödie. Eine eher ermüdende als unterhaltsame Fortsetzung eines kommerziell erfolgreichen Slapstick-Konzepts.“

## Auszeichnungen
- Der Film wurde für den Negativpreis Goldene Himbeere 2007 in der Kategorie Schlechtestes Prequel oder Fortsetzung nominiert.